# Chevinay
Chevinay és un municipi francès situat al departament del Roine i a la regió d'Alvèrnia-Roine-Alps. L'any 2007 tenia 533 habitants.

## Demografia

### Població
El 2007 la població de fet de Chevinay era de 533 persones. Hi havia 206 famílies de les quals 40 eren unipersonals (8 homes vivint sols i 32 dones vivint soles), 67 parelles sense fills, 83 parelles amb fills i 16 famílies monoparentals amb fills.
La població ha evolucionat segons el següent gràfic:
Habitants censats

### Habitatges
El 2007 hi havia 244 habitatges, 212 eren l'habitatge principal de la família, 22 eren segones residències i 9 estaven desocupats. 230 eren cases i 14 eren apartaments. Dels 212 habitatges principals, 178 estaven ocupats pels seus propietaris, 26 estaven llogats i ocupats pels llogaters i 9 estaven cedits a títol gratuït; 1 tenia una cambra, 9 en tenien dues, 22 en tenien tres, 56 en tenien quatre i 124 en tenien cinc o més. 174 habitatges disposaven pel capbaix d'una plaça de pàrquing. A 79 habitatges hi havia un automòbil i a 127 n'hi havia dos o més.

### Piràmide de població
La piràmide de població per edats i sexe el 2009 era:
| Homes | Edats   | Dones |
| ----- | ------- | ----- |
| 4     | 95 o +  | 0     |
| 0     | 90 a 94 | 0     |
| 12    | 85 a 89 | 8     |
| 0     | 80 a 84 | 0     |
| 4     | 75 a 79 | 4     |
| 12    | 70 a 74 | 12    |
| 16    | 65 a 69 | 8     |
| 12    | 60 a 64 | 16    |
| 0     | 55 a 59 | 0     |
| 8     | 50 a 54 | 8     |
| 20    | 45 a 49 | 12    |
| 16    | 40 a 44 | 20    |
| 36    | 35 a 39 | 36    |
| 24    | 30 a 34 | 32    |
| 4     | 25 a 29 | 12    |
| 0     | 20 a 24 | 4     |
| 12    | 15 a 19 | 12    |
| 20    | 10 a 14 | 20    |
| 28    | 5 a 9   | 28    |
| 32    | 0 a 4   | 28    |

## Economia
El 2007 la població en edat de treballar era de 333 persones, 282 eren actives i 51 eren inactives. De les 282 persones actives 266 estaven ocupades (131 homes i 135 dones) i 16 estaven aturades (10 homes i 6 dones). De les 51 persones inactives 20 estaven jubilades, 24 estaven estudiant i 7 estaven classificades com a «altres inactius».

### Ingressos
El 2009 a Chevinay hi havia 208 unitats fiscals que integraven 534 persones, la mediana anual d'ingressos fiscals per persona era de 21.613,5 €.

### Activitats econòmiques
Dels 21 establiments que hi havia el 2007, 1 era d'una empresa de fabricació d'altres productes industrials, 10 d'empreses de construcció, 2 d'empreses de comerç i reparació d'automòbils, 1 d'una empresa d'hostatgeria i restauració, 1 d'una empresa financera, 2 d'empreses immobiliàries, 2 d'empreses de serveis, 1 d'una entitat de l'administració pública i 1 d'una empresa classificada com a «altres activitats de serveis».
Dels 11 establiments de servei als particulars que hi havia el 2009, 1 era un taller de reparació d'automòbils i de material agrícola, 3 paletes, 1 guixaire pintor, 2 fusteries, 2 electricistes, 1 restaurant i 1 agència immobiliària.
L'any 2000 a Chevinay hi havia 23 explotacions agrícoles que ocupaven un total de 290 hectàrees.

## Equipaments sanitaris i escolars
El 2009 hi havia una escola elemental.

## Poblacions més properes
El següent diagrama mostra les poblacions més properes.